# Distrito electoral de Nemaha (condado de Nemaha, Nebraska)
Nemaha (en inglés: Nemaha Precinct) es un distrito electoral ubicado en el condado de Nemaha en el estado estadounidense de Nebraska. En el Censo de 2010 tenía una población de 303 habitantes y una densidad poblacional de 1,81 personas por km².

## Geografía
Nemaha se encuentra ubicado en las coordenadas 40°18′14″N 95°40′58″O / 40.30389, -95.68278. Según la Oficina del Censo de los Estados Unidos, Nemaha tiene una superficie total de 167.66 km², de la cual 164.86 km² corresponden a tierra firme y (1.67%) 2.79 km² es agua.

## Demografía
Según el censo de 2010, había 303 personas residiendo en Nemaha. La densidad de población era de 1,81 hab./km². De los 303 habitantes, Nemaha estaba compuesto por el 99.01% blancos, el 0.66% eran afroamericanos, el 0% eran amerindios, el 0% eran asiáticos, el 0% eran isleños del Pacífico, el 0.33% eran de otras razas y el 0% pertenecían a dos o más razas. Del total de la población el 0.33% eran hispanos o latinos de cualquier raza.